# Jaime Pressly
Jaime Lynn Pressly, född 30 juli 1977 i Kinston, North Carolina, är en emmybelönad amerikansk skådespelare och modell. 
Pressly är främst känd för rollen som Joy i TV-serien My Name Is Earl.
Pressly har figurerat i flera musikvideor, bland andra covern Tainted Love av Marilyn Manson.

## Filmografi (urval)
- 2000 – 100 Girls
- 2001 – Joe Dirt
- 2001 – TickerJoe Dirt
- 2001 – Not Another Teen Movie
- 2006 – DOA: Dead or Alive
- 2005–2008 – My Name Is Earl (TV-serie)
- 2009 – I Love You, Man
- 2013 – Two and a half men
- 2014 – A Haunted House 2
- 2021 – 3-reklamen